# キサナドゥーの伝説
「キサナドゥーの伝説」 (原題 : The Legend of Xanadu) は、1968年2月にデイヴ・ディー・グループが発表した楽曲である。

## 解説
この楽曲はイギリスの五人組バンド、デイヴ・ディー・グループの11枚目のシングルとして発表され、また同年発売のアルバム、『イフ・ノー・ワン・サング』にも収録された。
グループは3枚目のシングル「ユー・メイク・イット・ムーヴ」からシングルをヒットさせており、今作以前で記録した最高順位は1966年発売の「ベンド・イット」が2位を記録した事であった。しかし、今作でグループは始めてイギリスのチャートで1位を記録している。
フラメンコ調のギターの調べから始まり、トランペットも入ったグループが得意としているエキゾチックな曲に仕上がっている。また曲中に鞭の音が鳴っているが、ライブでこの曲を演奏する時はボーカルのデイヴ・ディーが鞭を鳴らす仕草をしている。

## 収録曲
- A面:キサナドゥーの伝説
- B面:プリーズ

## ザ・ジャガーズのカバー

### 解説
- 1968年に日本のグループ・サウンズのバンド、ザ・ジャガーズがカバーして4枚目のシングルとして発売している。

- クレジットは、作詞:なかにし礼、作曲:ハワード=ブレイクリーとなっている。

- B面は「二人だけの渚」。作詞:フクチミホコ、作曲:A. Bashung。元々は「二人だけの渚」のB面であったが、B面の方が人気が出たため、ジャケットも新しくなって再発売された。

- その当時マドモアゼル・ブルースをヒットさせて、また映画初主演を果たしたザ・ジャガーズでは、ドラムスとリーダーを務めていた宮ユキオが金銭的問題からジャガーズを脱退し、新たなリーダーとしてリズム・ギターを担当していた宮崎こういちが任命され、また新たに浜野たけしがドラムス担当として加入するゴタゴタがあったため、前作の発売より5ヶ月もの間が空いている。

- しかし後に宮と残りのメンバーは和解し、再結成でこの曲を演奏する時は宮がドラムスを担当している。

- オリジナルとの相違点は、オリジナルよりもアップテンポに仕上がっている。また、トランペットが無いかわりにマラカス等のパーカッションが加わっている。そしてオリジナルにあった鞭だが、ジャガーズのカバーではギターで鞭の音を表現している。

- また、オリジナルはタイトルが「キサナドゥー」であるのに対し、ジャガーズのカバーでは「キサナドー」と表記されている。尚、本人たちは「ザナドゥー」と発音している。